# シラ (軽巡洋艦)
| 竣工当時の「シラ」 | |
| 艦歴               | |
| 発注               | |
| 起工               | 1939年4月19日 |
| 進水               | 1940年7月24日 |
| 就役               | 1942年6月12日 |
| 退役               | |
| その後             | 1950年5月4日にスクラップとして廃棄                                                                                 |
| 除籍               | |
| 性能諸元           | |
| 排水量             | 基準 5,600トン、満載 6,850トン                                                                                     |
| 全長               | 512 ft (156 m) |
| 全幅               | 50.5 ft (15.4 m)                                                                                                   |
| 吃水               | 14 ft (4.3 m) |
| 機関               | パーソンズ型ギアードタービン、 4軸推進、62,000 shp(46MW)                                                           |
| 最大速             | 32.25ノット (60 km/h)                                                                                              |
| 乗員               | 480名 |
| 兵装               | 5.25インチ連装砲 4基 4インチ砲 1門 0.5インチ4連装機関銃 2基 2ポンド4連装ポムポム砲 2基 21インチ3連装魚雷発射管 2基 |

シラ (HMS Scylla, 98) はイギリス海軍の軽巡洋艦。ダイドー級。艦名は伝説上の怪物シラ（スキュラ）に由来し、同名の艦船としては4代目。

## 艦歴
スコッツ社で建造。1939年4月19日起工。1940年7月24日進水。1942年6月12日竣工。
就役後本国艦隊に所属。1942年9月、北極海で船団支援に従事。11月、トーチ作戦に参加。12月にビスケー湾へ移り、ドイツの封鎖突破船阻止に当たる。1943年1月1日、フィニステーレ岬北西200海里でドイツ船「ラコティス (Rhakotis)」を沈めた。2月、ソ連行き船団JW53の護衛に従事。続いて3月、ソ連から戻る船団RA53の護衛に従事。6月、ビスケー湾でドイツ潜水艦に対する攻撃に当たる艦艇の護衛に従事。9月、アヴァランチ作戦に参加。1944年6月、ノルマンディー上陸作戦に参加。6月23日にソードビーチ沖で触雷し、全損と判定される。1950年解体。